# District d'Omacha
Le district d'Omacha est l’un des dix-huit districts de la province de Paruro située dans le département de Cusco au Pérou.